# Johann Frederic, Margraf de Brandenburg-Ansbach
Johann Frederic, Margraf de Brandenburg-Ansbach (18 octombrie 1654 – 22 martie 1686) a fost prinț german; i-a succedat tatălui său în funcția de margraf de Ansbach în 1667 și a domnit până la moartea sa. Fiica lui Wilhelmine Charlotte Caroline s-a căsătorit cu George al II-lea al Marii Britanii înainte ca acesta să devină rege.

## Biografie
Născut la Ansbach, Johann Frederic a fost fiul cel mare al Margrafului Albert al II-lea de Brandenburg-Ansbach și a celei de-a doua soții, Sophie Margarete de Oettingen-Oettingen.
S-a căsătorit cu Johanna Elisabeth de Baden-Durlach, fiica lui Frederic al VI-lea, Margraf de Baden-Durlach și a soției acestuia, Christina Magdalena de Palatinate-Zweibrücken. Cuplul a avut următorii copii:
1. Margraful Leopold Frederick de Brandenburg-Ansbach (29 mai 1674 – 21 august 1676); a murit în copilărie.
2. Margraful Christian Albert de Brandenburg-Ansbach (18 septembrie 1675 – 16 octombrie 1692); a murit celibatar.
3. Dorothea Friederike de Brandenburg-Ansbach (12 august 1676 – 13 martie 1731); s-a căsătorit cu Johann Reinhard al III-lea de Hanau-Lichtenberg; au avut copii, inclusiv pe Charlotte de Hanau, soția lui Ludovic al VIII-lea, Landgraf de Hesse-Darmstadt
4. Margraful Georg Frederic de Brandenburg-Ansbach (3 mai 1678 – 29 martie 1703); a murit celibatar.
5. Charlotte Sophie de Brandenburg-Ansbach (29 iunie 1679 – 24 ianuarie 1680); a murit în copilărie.

La 4 noiembrie 1681 s-a recăsătorit cu Eleonore Erdmuthe de Saxa-Eisenach. Cuplul a avut următorii copii:
1. Caroline de Brandenburg-Ansbach (1 martie 1683 – 20 noiembrie 1737); s-a căsătorit cu George al II-lea al Marii Britanii; au avut copii
2. Margraful Frederic Augustus de Brandenburg-Ansbach (3 ianuarie 1685 – 30 ianuarie 1685); a murit în copilărie.
3. Margraful Wilhelm Frederic de Brandenburg-Ansbach (8 ianuarie 1686 – 7 ianuarie 1723); s-a căsătorit cu Ducesa Christiane Charlotte de Württemberg, fiica lui Frederic Carl, Duce de Württemberg-Winnental; au avut copii.